# Suryavarman 2.
Suryavarman 2. (posthumt navn: Paramavishnuloka) var konge af Khmerriget fr 1113 til 1145-1150 og var den der gav ordre til bygningen af Angkor Wat, som han dedikerede til hinduguden Vishnu. Hans styres monumentale arkitektur, talrige militærkampagner og genskabelsen af en stærk regering har fået historikere til at rangere Suryavarman som en af rigets største konger.

## Styret
Under hans årtier ved magten mener historikere at riget blev genforenet og omvendte mange af de dårlige politikker hans forgængere havde ført. Vasalstater betalte tribut til ham. Imod vest og nord udvidede soldater grænserne til at dække nye dele af nutidens Thailand, Laos og Malaysia. Han gennemførte ligeledes store militære operationer med vest, men disse var i store træk uden succes, i hvert fald ifølge kilder fra rigets rivaler. Som det er almindeligt når man opgør Khmerrigets historie er der rigeligt med rum for at debattere præcise hændelser, da Khmerinskriptioner som er en stor kilde til information muligvis overdriver rigets bedrifter, mens optegnelser fra rivaler muligvis underdriver. 
Suryavarman blev gift, men der eksisterer ikke kilder der kan fortælle om hustruernes navne.
1. ↑  Navnet er anført på engelsk og stammer fra Wikidata hvor navnet endnu ikke findes på dansk.
2. ↑  Navnet er anført på engelsk og stammer fra Wikidata hvor navnet endnu ikke findes på dansk.